# Essenbladpokgalmug
De essenbladpokgalmug (Dasineura fraxinea) is een muggensoort uit de familie van de galmuggen (Cecidomyiidae).

## Kenmerken
De essenbladpokgalmug is een lensvormige gal met een diameter van 3 tot 8 mm die zich nestelt in de bladschijf. De opening bevindt zich aan de onderzijde van het blad en is vaak onregelmatig. In een blad zitten vaak verschillende exemplaren. De larve is wit en leeft solitair. Hij overwintert in de bodem.

## Waardplanten
De waardplanten zijn:
- Fraxinus angustifolia (Smalbladige es) & subsp. oxycarpa
- Fraxinus excelsior (Es)

## Taxonomie
De wetenschappelijke naam van de soort is voor het eerst geldig gepubliceerd in 1907 door Kieffer.
1. ↑  Taxonomische informatie over Dasineura fraxinea bij Fauna Europaea.